# بيارميات
البيارميات (الاسم العلمي:†Biarmosuchidae) هي فصيلة منقرضة من الزواحف تتبع رتيبة البيارميات وأشباهها من رتبة وحشيات الوجه.

## الأجناس
- البيارمية